# Sorocea sarcocarpa
Sorocea sarcocarpa är en mullbärsväxtart som beskrevs av Joseph Lanjouw och Wess. Boer. Sorocea sarcocarpa ingår i släktet Sorocea och familjen mullbärsväxter. Inga underarter finns listade i Catalogue of Life.